# Jan Wedel
Jan Józef Wedel (ur. 4 lipca 1874 w Warszawie, zm. 31 marca 1960 tamże) – polski przedsiębiorca, potomek Karola i Emila Wedlów, właściciel fabryki czekolady E.Wedel na warszawskim Kamionku przy ul. Zamoyskiego 28/30.

## Życiorys

### Młodość i początki pracy w fabryce
Uczył się w Gimnazjum im. Wojciecha Górskiego przy ul. Szpitalnej, później zapewne także w V Gimnazjum w Warszawie u zbiegu ulic Marszałkowskiej i Polnej. Od 1894 roku zdobywał wyższe wykształcenie w Niemczech i Szwajcarii. Przez 6 semestrów, do 1897 roku, uczył się w Königliche Technische Hochschule zu Berlin w Charlottenburgu. Potem spędził 4 semestry na Uniwersytecie Fryburskim, kształcąc się pod kierunkiem Augustyna Bistrzyckiego. 22 lipca 1899 roku uzyskał tam stopień doktora chemii. Pracę doktorską, opublikowaną we Fryburgu w roku następnym, zadedykował po polsku: „Drogim Rodzicom”. Wykształcenie uzupełnił naukami technicznymi i inżynieryjnymi na Wydziale Mechanicznym Politechniki w Charlottenburgu. Nauczył się mówić biegle po francusku, angielsku i niemiecku.
Zanim przejął zarządzanie rodzinnym biznesem, doświadczenie w firmie zdobywał jako praktykant. Faktycznym następcą ojca w czekoladowym przedsiębiorstwie Jan stał się w 1912 roku, gdy jako prokurent został dopuszczony do sprawowania kierownictwa i podpisywania dokumentów. Otrzymane po raz pierwszy wynagrodzenie w wysokości 2000 rubli w całości przekazał na cele społeczne. W 1912 roku nastąpiła też zmiana nazwy firmy na „Emil Wedel & Syn”. Ojciec i syn zarządzali firmą wspólnie do 1919 roku, gdy Emil Wedel zmarł. Prowadząc firmę samodzielnie, Jan Wedel szybko zaczął wdrażać własne pomysły – rozpoczął produkcję biszkoptów, proponował klientom nowe opakowania: papierowe, tekturowe i blaszane.

### Zarządzanie fabryką przy ul. Zamoyskiego
W 1927 roku Jan Wedel dostał pozwolenie na wybudowanie fabryki przy ul. Zamoyskiego w Warszawie. Do zaprojektowania nowego zakładu zatrudnił m.in. architekta Józefa Napoleona Czerwińskiego, który już przed I wojną światową był autorem wielu warszawskich kamienic. Do wieloetapowej budowy przystąpiono w 1929 roku. Najpierw wybudowane zostało skrzydło północne z pomieszczeniami magazynów, garaży i budynku biurowego (wzdłuż ul. Zamoyskiego). Po kilku latach rozbudowano główny gmach o skrzydło południowe. Do 1939 roku wzniesiono dodatkowe hale produkcyjne i obiekty socjalne od strony ul. Lubelskiej.
Pomimo niepewnych czasów wielkiego kryzysu spadkobierca czekoladowego przedsiębiorstwa inwestował w nowoczesne rozwiązania w fabryce. Dbał także o rozwój pracowników i pracownic, udostępniając liczne udogodnienia przyzakładowe tj. stołówkę, żłobek, przedszkole, gabinet lekarski i dentystyczny, zakład szewski czy fryzjerski. Zatrudniał pracownice i pracowników przede wszystkim z Pragi, z ul. Szpitalnej i okolic. W ramach Klubu Sportowego "Rywal" działały sekcje sportowe, m.in. kolarska, wioślarska, zapaśnicza, bokserska oraz lekkoatletyczna. W wybudowanym przy fabryce domu mieszkalnym na ul. Zamoyskiego 26 wygospodarowano pomieszczenie na klub robotniczy z salą teatralną i sportową na 500 miejsc. Działały tam chór, kółko dramatyczne i orkiestra dęta. Jan Wedel przykładał dużą wagę do wyżywienia pracowników i pracownic – poza stołówką oferowano specjalne deputaty i paczki ze słodyczami. Możliwa była pomoc finansowa w budowie mieszkań dla fachowców w pobliżu fabryki. Wieloletnim pracownikom Wedel udzielał pożyczek na budowę własnego domu w miejscu zamieszkania, a część długu była później umarzana.
W latach 30. XX wieku powstały produkty, które nadal są sprzedawane, m.in. czekolada Jedyna, ręcznie dekorowany Torcik Wedlowski, Mieszanka Wedlowska, praliny o różnych smakach, ciastka, chałwa, sezamki czy ptasie mleczko (wyprodukowane po raz pierwszy w 1936 r.).
W 1926 roku na zlecenie Jana Wedla powstała słynna grafika reklamowa – Chłopiec na zebrze. Grafikę zaprojektował włoski malarz i karykaturzysta Leonetto Cappiello.
W 1932 roku Jan Wedel przekształcił firmę w rodzinną spółkę akcyjną „Fabryka Czekolady E.Wedel”. W składzie władz spółki byli Jan Wedel jako dyrektor i jednoosobowy zarządca, jego siostra Eleonora – dyrektorka ds. eksportu, siostra Zofia – wizytatorka sklepów oraz Felicjan Pintowski – dyrektor handlowy.
Nowo wybudowana fabryka prosperowała z powodzeniem – w Polsce istniała sieć 30 firmowych sklepów. W Paryżu założono sklep ze słodyczami Wedla, do którego asortyment dostarczano ekspresem „Train Bleu”. Jan Wedel intensywnie działał na rzecz promocji – Mieczysław Kozłowski w publikacji The story of E.Wedel. How Poland’s chocolate history was made przywołuje anegdotę, w której król Afganistanu, odwiedzając Polskę i podróżując po kraju pociągiem, na każdej stacji widząc napisy E.Wedel był przekonany, że to polskie pozdrowienie, więc witając się z oficjalną delegacją zawołał „ewedel”. Czekolady dla dzieci były zapakowane w etykiety z bajkami, z myślą o młodzieży do czekoladek dołączano kolorowe obrazki z serii „Polskie morze”, „Lotnictwo” czy „Samochody”. Dla zbierających produkowano specjalne albumy. Do czekolady „Kinowa” dodawane były natomiast obrazki ze zdjęciami ówczesnych gwiazd kina. Do celów reklamowych wykorzystywano także samolot RWD-13, zakupiony do transportu produktów.
Przed wojną w fabryce wytwarzano bardzo bogaty asortyment – obok czekolady, czekoladek i karmelków, produkowane były biszkopty, pierniki, marmoladki czy „nadmuchiwana” czekolada „Eos”. Połowa lat trzydziestych to okres największego wzrostu przedsiębiorstwa Wedla. Ostatnie lata przed wojną to także czas nieustannej modernizacji fabryki – zakup kolejnych maszyn, mechanizacja pracy biurowej, poczta pneumatyczna łącząca biura z magazynami i ekspedycją.
Jan Wedel był bezdzietny. Do przejęcia spółki przygotował siostrzeńców: Franciszka i Karola Whiteheadów. Franciszek w marcu 1939 roku został powołany do Wojska Polskiego, a po kampanii wrześniowej został na Zachodzie, walcząc w dywizji gen. Maczka. Zmarł w 1977 roku w Anglii. Karol Whitehead, przed wojną zapoznany z funkcjonowaniem fabryki, w czasie okupacji niemieckiej został mianowany zastępcą Wedla, jako dyrektor ds. administracyjnych. Funkcję pełnił do wybuchu powstania warszawskiego.
Działalność dobroczynna
Jan Wedel, pomimo że sam (jak jego ojciec i dziadek) był ewangelikiem, wspierał finansowo budowę katolickiego kościoła  Matki Boski Zwycięskiej na Kamionku. 
Kontynuując tradycje rodziny, regularnie wspierał Komitet Opieki Społecznej wedlowskimi produktami i zapewniając edukację młodszym pracownikom (tym, którzy byli tym zainteresowani).
Jan Wedel był jednym z fundatorów pomnika Ignacego Jana Paderewskiego w Warszawie.

### II wojna światowa
Podzielając nastroje społeczeństwa, że wojna wybuchnie, na apel rządu o dozbrojeniu armii, zarząd fabryki decyzją Jana Wedla zakupił trzy kompletnie wyposażone ciężkie karabiny maszynowe, które zostały przekazane pułkowi piechoty Legii Akademickiej w Warszawie. Przewidując wybuch wojny, Jan Wedel poczynił pewne zabezpieczenia fabryki w surowce pochodzenia zagranicznego – duże ilości ziarna kakaowego, cukru i innych surowców, które po klęsce wrześniowej trafiły wprawdzie pod kontrolę Niemców, ale pozwoliły pracować fabryce niemal przez całą okupację. Okupant wprowadzał jednak ciągle nowe ograniczenia i w pewnym momencie fabryka została objęta zakazem wypuszczania swoich wyrobów na rynek. Zostały zamknięte niektóre sklepy na terenie Polski. Podczas obrony Warszawy działał natomiast sklep przy ul. Szpitalnej, jednak w czasie okupacji słodycze mogli kupować w nim tylko Niemcy. Sam Wedel, mimo nacisków, nie podpisał reichslisty. Utracił za to willę w Konstancinie, którą wybudował dla partnerki (potem żony).
Jan Wedel, nie chcąc dopuścić do utraty pracy w sklepach kilkudziesięciu osób, wprowadził sprzedaż zabawek. Żeby walczyć z głodem w czasie wojny, udostępnił mieszkańcom Warszawy stołówkę pracowniczą i prowadził hodowlę świń. W czasie wojny w fabryce funkcjonowała komórka aprowizacyjna, która za minimalną opłatą udostępniała wypiekany w fabryce chleb oraz mąkę, marmoladę, olej, papierosy, a z okazji świąt – wyroby czekoladowe. Ze wsparcia korzystali intelektualiści i artyści tj. Adam Grzymała-Siedlecki, Adolf Nowaczyński, Florian Sobieniowski, Michał Rusinek, Jerzy Bałuk, systematyczną pomoc otrzymywali także zaznajomieni z zakładem Żydzi: Janusz Korczak i Józef Fenigsztain. Stanowiło to kontynuację wcześniejszego podejścia Jana Wedla, w ramach którego dbał o odżywianie zatrudnionych i otoczenia – przykładał wielką wagę do funkcjonowania stołówki, do specjalnych deputatów, paczek ze słodyczami.
Z fabryki Wedla wysyłano paczki do obozów jenieckich. Wedel objął patronatem Szpital Ujazdowski.
1 sierpnia 1944 roku, w momencie wybuchu powstania, Jan Wedel przebywał w Śródmieściu, w swoim domu przy ul. Foksal 13, gdzie musiał pozostać, odcięty od fabryki na Pradze. Sama fabryka została zniszczona w niewielkim stopniu – straty ograniczały się do wybitych szyb i dziur w dachach. Zniszczeniu uległy natomiast niektóre wedlowskie sklepy, w tym magazyn przy ul. Wierzbowej oraz narożny sklep przy ul. Pięknej i Marszałkowskiej.
Po kapitulacji Warszawy Jan Wedel wraz z siostrą Eleonorą (siostra Zofia wraz z córką zginęły podczas jednego z nalotów) znalazł się w obozie przejściowym w Pruszkowie.

### Czasy powojenne
Po wyzwoleniu Warszawy w styczniu 1945 roku Jan Wedel wydostał się z obozu i pośpieszył do fabryki. Za zgodą prezydenta miasta Mariana Spychalskiego został przyjęty do pracy jako fachowy doradca. Dzięki jego doświadczeniu dyrekcja miała ułatwione zadanie w uruchamianiu produkcji. Przyczynił się znacznie do usunięcia zniszczeń i odbudowy hal fabrycznych. Kiedy potrzebne były pieniądze, a bank nie chciał ich dać bez poręczenia materialnego, Wedel poręczył pożyczkę, dając w zastaw swoją kamienicę przy ul. Puławskiej.
Jan Wedel nie pozostał jednak długo w swojej fabryce. Pod koniec 1945 roku został usunięty ze stanowiska oraz przymusowo odsunięty od fabryki. W kronice zakładowej napisano, że zrezygnował z pracy ze względu na zły stan zdrowia. Dawny właściciel nigdy już nie przekroczył bram fabryki, którą zbudował. Oficjalnie fabryka przeszła we własność państwa 30 kwietnia 1949 roku.
Jan Wedel zmarł 31 marca 1960 roku. Profesor Tadeusz Koszarowski opisywał pogrzeb jako manifestację poparcia i sympatii pracowników dla swojego byłego szefa. Wynikało to z poczucia wdzięczności i uznania za jego zalety i podejście. Po śmierci Jana jego żona Michalina z Czarnieckich (1885–1966), z którą się ożenił 27 stycznia 1945 roku, wypełniła jego testament, fundując witraże do ewangelickiego kościoła Świętej Trójcy przy pl. Małachowskiego. Wykonał je Adam Stalony-Dobrzański. Witraże, pierwotnie ufundowane przez Jana Wedla, zostały zniszczone w 1939 roku. Michalina Wedel ofiarowała też inne elementy wyposażenia świątyni. 
Groby rodziny Wedlów znajdują się na cmentarzu ewangelicko-augsburskim w Warszawie na Woli przy ul. Młynarskiej. Jan Wedel spoczywa w alei A, kw. 31, nr 31 wraz z żoną. Spoczywają tu również Małgorzata z Whiteheadów Jasińska (1919–2011), Jan Oliwer Whitehead (1918–2001), Karol Whitehead (1913–1993), George Whitehead (1908–1986), Julia z Hessów Vitali (1853–1923), Eleonora z Wedlów Whitehead (1884–1956) oraz rodzice Jana Wedla: Emil (1841–1919) oraz Eugenia (1853–1923). Co roku w rocznicę śmierci Jana Wedla odbywa się nabożeństwo. 

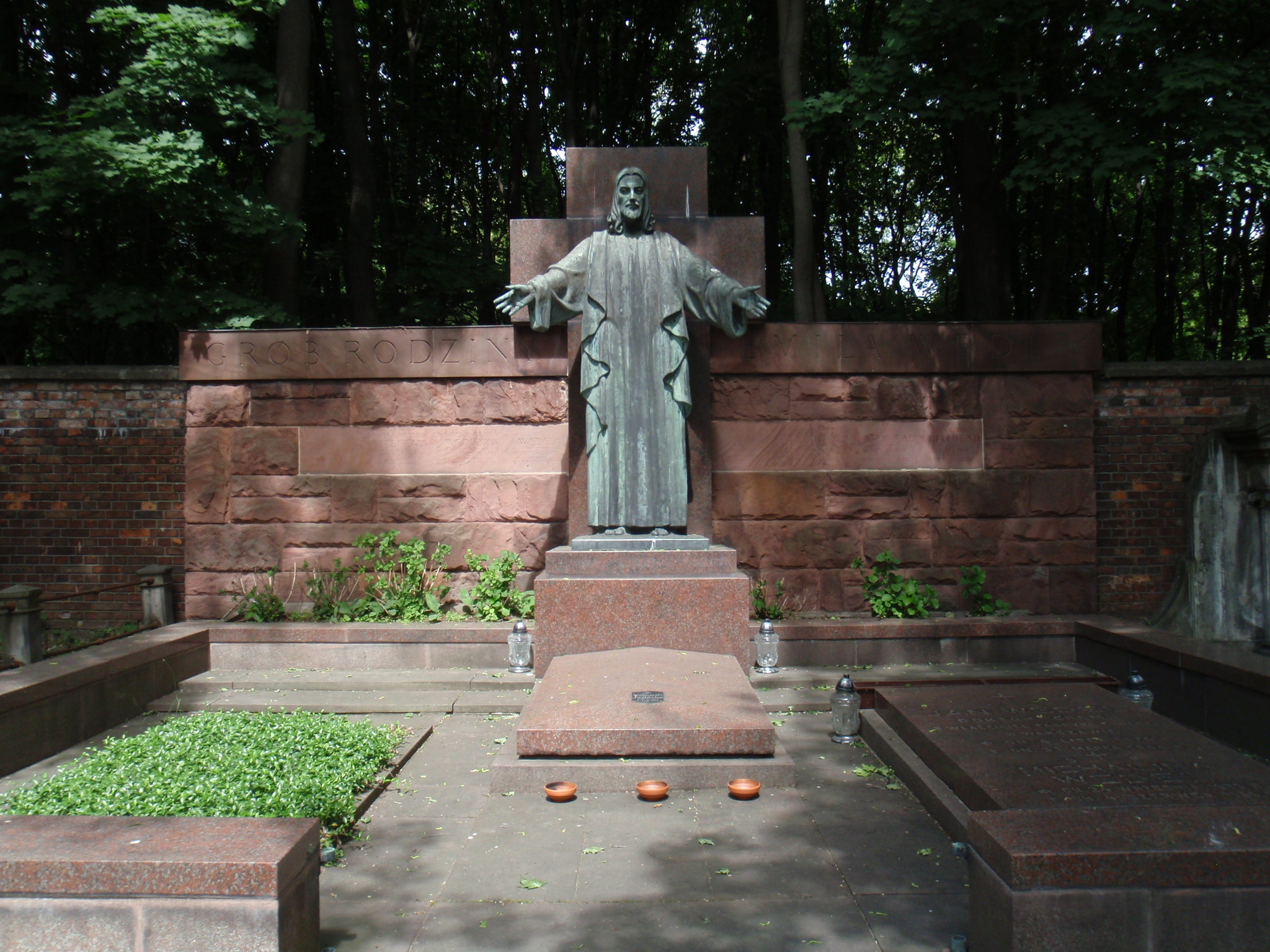
Grobowiec rodzinny Wedlów na cmentarzu ewangelicko-augsburskim w Warszawie

## Ordery i odznaczenia
- Krzyż Kawalerski Orderu Odrodzenia Polski (11 listopada 1937 r.)[20]